# .hk
.hk is het achtervoegsel van domeinnamen in Hongkong. .hk-domeinnamen worden uitgegeven door Hong Kong Domain Name Registration Company, die verantwoordelijk is voor het top level domain 'hk'.
| Domeinnamen in Latijns schrift | Voor Chinese domeinnamen | Voor Chinese domeinnamen | Toegestane gebruikers                                                                           |
| ------------------------------ | ------------------------ | ------------------------ | ----------------------------------------------------------------------------------------------- |
| .hk                            | .hk                      | .香港                    | Lokale of overzeese individuen or entiteiten                                                    |
| .com.hk                        | .公司.hk                 | .公司.香港               | Commerciële entiteiten geregistreerd in Hongkong                                                |
| .org.hk                        | .組織.hk                 | .組織.香港               | Non-profit organisaties die geregistreerd of goedgekeurd zijn door de autoriteiten van Hongkong |
| .net.hk                        | .網絡.hk                 | .網絡.香港               | Internetproviders met een licentie van de OFTA                                                  |
| .edu.hk                        | .教育.hk                 | .教育.香港               | Onderwijsinstellingen of geregistreerde scholen in Hongkong                                     |
| .gov.hk                        | .政府.hk                 | .政府.香港               | Overheidsinstelling van de Hongkongse overheid                                                  |
| .idv.hk                        | .個人.hk                 | .個人.香港               | Bezitters van een Hongkongse identiteitskaart                                                   |